# Dorfkirche Döbbrick

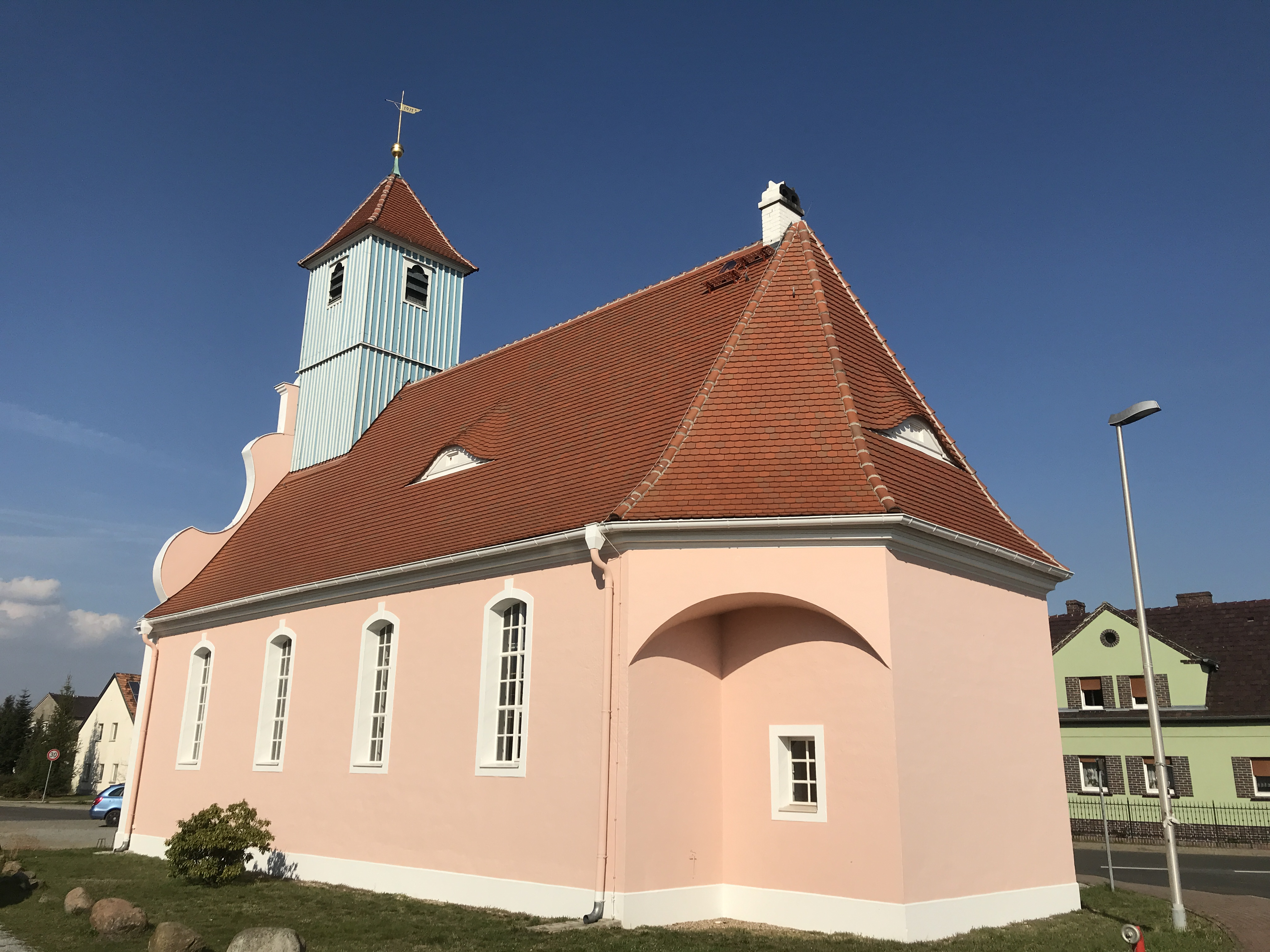
Dorfkirche Döbbrick

Die evangelische Dorfkirche Döbbrick ist eine im Stil des Neorokoko errichtete Saalkirche in Döbbrick, einem Ortsteil der Stadt Cottbus im Land Brandenburg. Sie gehört zur Klosterkirchengemeinde Cottbus im Kirchenkreis Cottbus der Evangelischen Kirche Berlin-Brandenburg-schlesische Oberlausitz.

## Lage
Die Döbbricker Dorfstraße führt als zentrale Verbindungsachse in Nord-Süd-Richtung durch den Ort. Die Kirche steht im Dorfzentrum östlich der Straße auf einem Grundstück, das nicht eingefriedet ist.

## Geschichte
Bereits 1857 wurde in Döbbrick eine Kirchengemeinde gegründet, nachdem das Dorf zuvor zur Gemeinde der Klosterkirche Cottbus gehört hatte. Das Brandenburgische Landesamt für Denkmalpflege und Archäologische Landesmuseum (BLDAM) gibt an, dass der Bau auf einen Entwurf von Arthur Mäkelt (1881–1971) oder A. Witt zurückgeht. Als sicher gilt, dass die Kirche im Jahr 1911 errichtet wurde. In den Jahren 1999 und 2000 erfolgte eine Außensanierung.

## Baubeschreibung

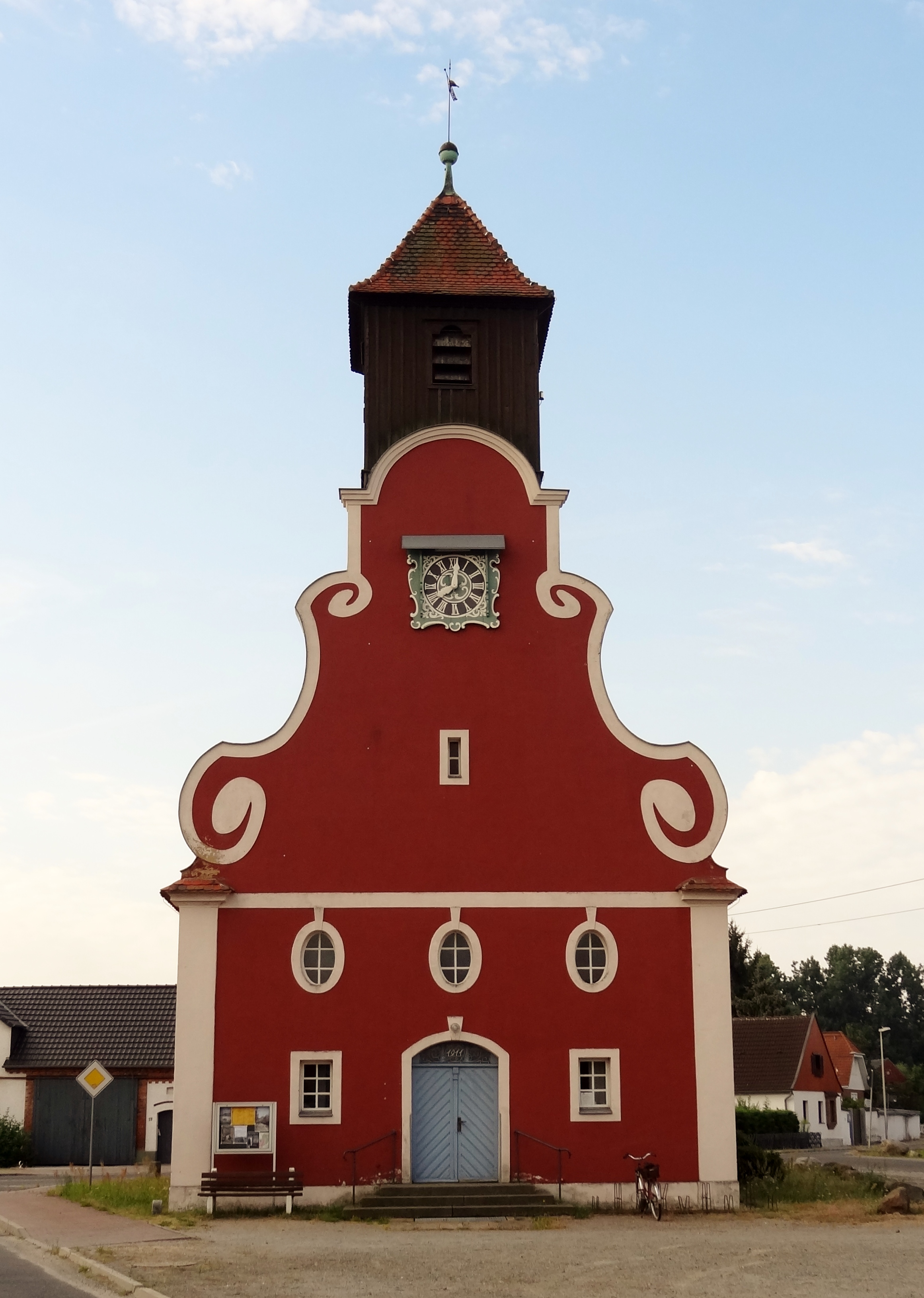
Westansicht

Das Bauwerk wurde im Wesentlichen aus Mauersteinen errichtet, die anschließend verputzt wurden. Der in seiner Fassade polygonal gestaltete Chor ist nicht eingezogen; die Chorostwand fensterlos. Nördlich und südlich sind in den Seitenfeldern Arkadenbögen eingezogen, die den rechteckigen Grundriss freilegen. An der Nordseite ist eine schlichte, hochrechteckige Pforte. An der Südseite ist ein kleines Fenster. Im mit Biberschwanz gedeckten Dach ist nach Osten hin eine Fledermausgaube.
Das Kirchenschiff hat einen rechteckigen Grundriss. An der Nord- und Südseite sind je vier segmentbogenförmige Fenster gleichmäßig über das Langhaus verteilt. Ihre Form wird durch eine hell abgesetzte Fasche sowie einen ebenfalls hell abgesetzten Schlussstein betont. Am Übergang zum Satteldach ist eine umlaufende Voute. Mittig im Dach ist an jeder Seite eine kleine Fledermausgaube.
Die westliche Fassade ist im Vergleich zum übrigen Baukörper vergleichsweise reichhaltig gestaltet. Im unteren Geschoss ist mittig eine große, segmentbogenförmige Pforte, die über eine kleine Treppe erreicht werden kann. Links und rechts ist je ein kleines und hochrechteckiges Fenster. Darüber sind je drei Ochsenaugen. Ihr Schlussstein ist hell hervorgehoben und berührt eine horizontale Achse, die auf Höhe der umlaufenden Voute in das Schiff übergeht. Der geschweifte Giebel ist ebenfalls verputzt; mittig ein kleines und hochrechteckiges Fenster. Darüber ist eine Turmuhr. Oberhalb des Giebels erhebt sich ein rechteckiger, hölzerner Dachreiter. Er hat an jeder Seite eine kleine Klangarkade und schließt mit einem Pyramidendach mit Turmkugel und Kreuz ab.

## Ausstattung
Die Kirchenausstattung stammt aus der Bauzeit der Kirche. Der Kanzelaltar sowie die Hufeisenempore sind mit Ornamenten bemalt.